# U2 (Frankfurts tunnelbana)
Linje U2 i Frankfurts tunnelbana har 21 stationer och är 16,6 kilometer lång. Den går i nord-sydlig riktning mellan stationen Bad Homburg-Gonzenheim och Bahnhof Frankfurt-Süd. 